# Samuel Arfwidsson
Samuel Arfwidson, född den 14 november 1843 i Göteborg, död den 30 juli 1908 i Kalmar, var en svensk jurist.
Arfwidsson blev 1861 student vid Uppsala universitet, där han avlade kameralexamen 1862 och examen till rättegångsverken 1869. Han blev vice häradshövding 1872, fiskal i Göta hovrätt 1879 och häradshövding i Norra Möre och Stranda domsaga 1885. Arfwidsson blev riddare av Nordstjärneorden 1895.